# Piper tsengianum
Piper tsengianum är en pepparväxtart som beskrevs av Gilbert & Xia. Piper tsengianum ingår i släktet Piper och familjen pepparväxter. Inga underarter finns listade i Catalogue of Life.